# Atto Navio
Atto Navio (in latino: Attus Navius) (fl. VI secolo a.C.) è stato un sacerdote romano, celeberrimo augure al tempo di Tarquinio Prisco.

## Biografia
Figlio di un contadino e in possesso di spiccate capacità divinatorie, Navio si perfezionò nell'arte di trarre profezie osservando il volo degli uccelli presso gli aruspici etruschi. Gli storici e gli scrittori latini non sempre concordano nella datazione della sua attività augurale (chi la fa risalire al tempo di Anco Marcio o Tullo Ostilio e chi sotto Tarquinio Prisco).
Scrive Cicerone nel De re publica che Tarquinio Prisco «non poté mutare, come era suo desiderio, i nomi dei Tiziensi, dei Ramnensi e dei Luceri, per l'opposizione del famoso augure Atto Navio»: il re aveva infatti proposto di raddoppiare il numero di centurie equestri, creandone di nuove e chiamandone tre col suo nome ed altre due con il nome dei suoi sostenitori; non riuscì però ad ottenere la ratifica augurale, come era prassi fin dai tempi di Romolo, poiché lo stesso Romolo aveva posto l'ordine equestre sotto l'autorità degli aruspici e di conseguenza nessuna modifica poteva essere apportata senza il loro consenso. 
La leggenda racconta ancora che il re volle mettere alla prova le capacità divinatorie di Navio nel decifrare le sue intenzioni. Tarquinio fece quindi portare una pietra ed un rasoio: Navio senza indugi impugnò il rasoio e tagliò la pietra. Una statua di Atto fu posta nel Comizio sulle scale del Senato, nel luogo dove era avvenuto il prodigio, e dietro la statua venne conservata la pietra da affilare. La statua, secondo la tradizione, fu fatta erigere proprio da Tarquinio Prisco.

## Fonti antiche
- Livio, I 36;
- Cicerone, De re publica II 20; De natura deorum II 3; De divinatione I 32-33;
- Plinio il Vecchio, Naturalis historia XV 77;
- Valerio Massimo, I 4;
- Apuleio, De deo Socratis 7;
- Lattanzio, Divinae institutiones II 7 8;
- Agostino, De civitate Dei X 16.